# Lophocarpinia
Lophocarpinia là một chi thực vật có hoa trong họ Đậu.